# Cypselea humifusa
Cypselea humifusa là một loài thực vật có hoa trong họ Phiên hạnh. Loài này được Turpin mô tả khoa học đầu tiên năm 1806.